# Parque nacional Bernardo O'Higgins
El parque nacional Bernardo O'Higgins está situado en la zona austral de Chile o Patagonia chilena abarcando las regiones de Aysén y de Magallanes que comprenden las provincias Capitán Prat y Última Esperanza, comunas de Tortel y O'Higgins y Natales respectivamente. En esta última provincia está la mayor extensión del parque.
La cumbre más alta es el volcán Lautaro, con una altura de 3623 m s. n. m.

## Geografía

### Superficie
Posee unas 3.525.901 ha y es el «parque nacional más extenso de Chile». Abarcando las regiones de Aysén y Magallanes en las provincias de Capitán Prat y Última Esperanza y las comunas de Tortel, O'Higgins y Natales.

### Clima
Su clima es templado Frío Lluvioso, Polar por efecto de la altura (en los Campo de Hielo Sur), y Clima de Tundra por efecto de la altura.

### Hidrografía
El territorio se encuentra formado por una gran cantidad de canales en el sector occidental. En el sector oriental del parque se encuentra el Campo de Hielo Patagónico Sur del cual se desprenden numerosos glaciares. Cercano a Puerto Edén, se encuentra el glaciar Pío XI, en donde se aprecian desprendimientos de enormes bloques de hielo. El murallón de hielo que se forma es de aproximadamente 75 m de altura (unos 30 pisos de un edificio convencional) y al caer forma olas de más de 10 m.

### Flora
En su vegetación está presente el bosque perennifolio, dominado por árboles siempre verdes, como: coigüe y canelo; y caducos: lenga y ñirre. La vegetación arbustiva está presentada por chilco, chaura, calafate, zarzaparrilla, murtilla entre los principales, otro elemento predominante es la turba.

### Fauna
Es diversa, podemos encontrar: huemules, coipos, huillines, chungungos, cormoranes, patos, águilas, cóndores, gaviotas, entre otros.
Especies en peligro de extinción: el huemul y pudú.

### Vías de Acceso
No posee rutas y carreteras, por encontrarse el Campo de Hielo Sur. Sólo transporte marítimo desde Puerto Natales (en la zona del glaciar Serrano y cerro Balmaceda) y Caleta Tortel y por vía lacustre desde Villa O'Higgins y Candelario Mancilla. La única localidad del parque es Puerto Edén, un reducto de la etnia kawésqar. Además, se puede ingresar desde territorio argentino entrando a Chile y al parque por el paso Marconi, o también, al área de límite no demarcado por el paso del Viento.

## Sitios naturales internos
El 27 de febrero de 2014 la Corporación Nacional Forestal de Chile creó el Sitio Natural Cordillera del Chaltén mediante la Resolución N° 74 abarcando el lado chileno del monte Fitz Roy y la cordillera aledaña. Además con el mismo decreto se crea el Sitio Natural Glaciar Pío XI.
| Fotografía | Denominación                         | Año  | Región(es)                     | Provincia(s)     | Superficie (Ha) |
| ---------- | ------------------------------------ | ---- | ------------------------------ | ---------------- | --------------- |
|            | Sitio Natural Cordillera del Chaltén | 2014 | Magallanes y Antártica Chilena | Última Esperanza | 768             |
|            | Sitio Natural Glaciar Pío XI         | 2014 | Magallanes y Antártica Chilena | Última Esperanza |                 |

## Visitantes
Este parque recibe una gran cantidad de visitantes chilenos y extranjeros cada año. No hay datos de registro de visitantes disponible para el año 2016.

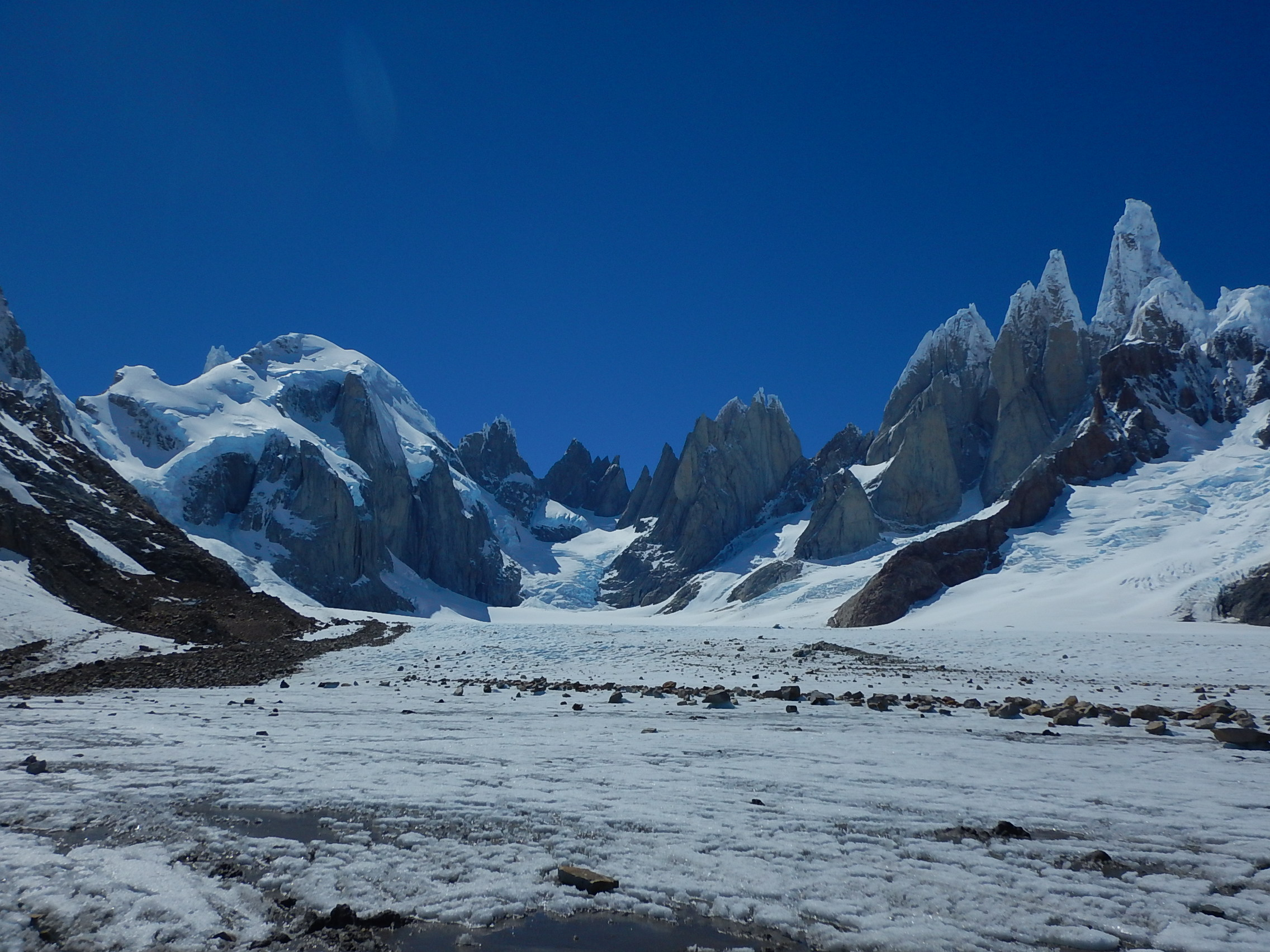
El cerro Torre en el Circo de los Altares, en el parque nacional.

| Año         | 2012   | 2013   | 2014   | 2015   | 2016   | 2017   | 2018   | 2019   | 2020   | 2021 | 2022   | 2023   | 2024   |
| ----------- | ------ | ------ | ------ | ------ | ------ | ------ | ------ | ------ | ------ | ---- | ------ | ------ | ------ |
| chilenos    | 9.601  | 12.238 | 15.704 | 16.631 | 20.663 | 19.277 | 22.658 | 18.792 | 8.531  | s/i  | 10.368 | 11.484 | 10.947 |
| extranjeros | 12.663 | 10.494 | 12.612 | 12.946 | 15.340 | 16.177 | 16.940 | 20.184 | 7.916  | s/i  | 4.666  | 12.537 | 17.552 |
| Total       | 22.264 | 22.732 | 28.316 | 29.577 | 36.003 | 35.454 | 39.598 | 38.976 | 16.447 | s/i  | 15.034 | 24.021 | 28.499 |